# Mirrorseite
Als Mirrorseite oder Mirror-Site bezeichnet man exakte Kopien einer Webseite unter verschiedenen URLs.
Wenn zum Beispiel www.1234567.de und www.abcdef.de jeweils identische Inhalte aufweisen, aber auf unterschiedlichen Servern liegen, so sind sie Mirrorseiten.
Hauptzweck von Mirrorseiten ist die Lastverteilung und Redundanz zum Zweck der Sicherheit. Anbieter von stark genutzten Downloadangeboten verteilen ihr Angebot auf mehrere Rechner weltweit, so dass keiner der Server überlastet wird. Bei Ausfall eines Servers sind alle anderen Mirrors unverändert verfügbar.
Internetzensur, die sich gegen eine einzelne URL richtet, wird oft durch die Erstellung mehrerer Mirrorseiten umgangen, die oft bei verschiedenen Providern von kostenlosem Webspace angelegt werden. Dies verzögert die endgültige Zensur von Internetseiten meistens um Wochen, Monate oder macht sie vollkommen unmöglich. Den gleichen Mechanismus machen sich Anbieter von urheberrechtsverletzendem oder strafrechtlich relevantem Material zunutze.